# Pelga (Tougouri)
Pour les articles homonymes, voir Pelga.
Pelga, parfois orthographié Pèlga, est une commune rurale située dans le département de Tougouri de la province du Namentenga dans la région Centre-Nord au Burkina Faso. 

## Géographie
Localité très dispersée en différents centres d'habitation, le centre de Pelga se situe à 10 km au nord-ouest de Tougouri, le chef-lieu du département, et à 70 km à environ au nord-est de Kaya. Le village est à 10 km à l'ouest de la route nationale 3 allant vers Kaya.

## Économie
L'économie de Pelga est essentiellement basée sur l'agro-pastoralisme.

## Éducation et santé
Pelga accueille un centre de santé et de promotion sociale (CSPS) tandis que le centre médical avec antenne chirurgicale (CMA) se trouve, dans la province voisine, à Kaya.